# 圣费利塞斯
圣费利塞斯，是西班牙卡斯蒂利亚-莱昂索里亚省的一个市镇。总面积21平方公里，总人口80人（2001年），人口密度4人/平方公里。